# Georg Simnacher
Georg Simnacher (* 10. Juni 1932 in Ziemetshausen; † 28. April 2014 in Burgau) war ein deutscher Jurist und Politiker der CSU im Regierungsbezirk Schwaben in Bayern.

## Leben
Simnacher absolvierte zunächst in der Familientradition eine Ausbildung als Seiler. Nach dem Abitur studierte er Jura in München und Erlangen. Er promovierte an der Universität Tübingen im Jahr 1960 und trat in den bayerischen Staatsdienst bei der Regierung von Oberbayern ein. Nach Stationen im bayerischen Innenministerium und im Landratsamt Schwabmünchen wurde er im Februar 1967 zum Landrat des Landkreises Günzburg gewählt; dieses Amt bekleidete er bis 1996. Mit seiner Wahl folgte er Bruno Merk nach, der als Innenminister in die Bayerische Staatsregierung wechselte. Simnacher war damals der jüngste Landrat Bayerns. In der eigenen Partei CSU wurde er halb spöttisch, halb bewundernd als „Schwabenherzog“ und „Sonnenkönig“ tituliert, da Simnachers Führungsstil auch „feudale Züge“ gehabt habe.
Von 1974 bis 2003 war er Bezirkstagspräsident in Schwaben. Von 1979 bis 2003 amtierte er außerdem als Präsident der bayerischen Bezirke, des heutigen Bayerischen Bezirketages. Ab 1974 war er Mitglied der Schwäbischen Forschungsgemeinschaft und ab 1987 deren stellvertretender Vorsitzender; darüber hinaus war er Mitglied der katholischen Studentenverbindung K.St.V. Ludovicia Augsburg. Simnacher wurde auf dem Friedhof Günzburg beerdigt; die Grabstelle hatte er sich schon vor längerer Zeit ausgesucht.

## Tätigkeit
In seinen verschiedenen Ämtern widmete sich Simnacher besonders der Sozial- und Kulturpolitik. Er initiierte die Reorganisation derjenigen Krankenhäuser, die dem Bezirk Schwaben gehörten, in Günzburg und Kaufbeuren und leitete die Errichtung neuer solcher Einrichtungen in Augsburg, Kempten, Memmingen und Lindau ein. Die fachliche Zusammenarbeit des Krankenhauses in Günzburg mit der vorwiegend medizinisch ausgerichteten Universität Ulm war ebenfalls sein Werk. Ein Schwerpunkt dieser Bemühungen war die Neuausrichtung der Abteilungen für Psychiatrie.
Auf kulturellem Gebiet lagen Simnacher vor allen Dingen die Pflege und Bewahrung des geistigen und baulichen Erbes vergangener Jahrhunderte in seinem Zuständigkeitsbereich am Herzen. Im Jahre 1980 gelang es ihm in Eigeninitiative, das nach der Säkularisation im Jahre 1803 aus der Kirche des Klosters Buxheim bei Memmingen von den neuen Besitzern, den Grafen Waldbott von Bassenheim, nach England verkaufte barocke Chorgestühl für knapp 2 Millionen DM zurückzukaufen. Noch größere Dimension nahm sein Bemühen um die schwäbische Klosterlandschaft an, als er die umfassende Restaurierung der Klöster von Thierhaupten, Roggenburg und Irsee in die Wege leitete. Sie sind heute wieder Orte vielfältiger kultureller Aktivitäten. Auch das Schwäbische Volkskundemuseum im Zisterzienserinnenkloster Oberschönenfeld verdankt ihm seinen Ausbau. Weiterhin fußen die Renovierung der ehemaligen Synagoge in Ichenhausen und ihre Widmung als interreligiöse Begegnungsstätte auf seinen Ideen, die er gleichfalls für die Einrichtung des Wissenschaftszentrums im Schloss Reisensburg bei Günzburg einbrachte. Für die weiterführende Sorge um diese Institutionen regte er die Gründung der Bezirk-Schwaben-Stiftung an. Außerdem ist die Renovierung des Kurhaustheaters im Augsburger Stadtteil Göggingen von ihm entscheidend mit bewirkt worden. Über nationale Grenzen hinaus rief Simnacher Partnerschaften des Bezirks Schwaben mit dem französischen Département Mayenne und dem rumänischen Bezirk Bukowina ins Leben: Hiermit steht die Einrichtung des Bukowina Institutes, eines heutigen An-Instituts der Universität Augsburg, in Verbindung.

## Ehrungen
- 1986: Verdienstkreuz 1. Klasse des Verdienstordens der Bundesrepublik Deutschland
- Großes Verdienstkreuz des Verdienstordens der Bundesrepublik Deutschland
- Bayerischer Verdienstorden
- Bayerische Verfassungsmedaille in Gold
- 1987: Bayerische Staatsmedaille für soziale Verdienste
- Französischer Verdienstorden
- Kommunale Verdienstmedaille in Gold
- 1987: Ehrensenator der Universität Ulm
- 1991: Ehrensenator der Universität Augsburg
- Ehrenbürger der Stadt Günzburg
- Inhaber der Ehrenfahne des Europarates

## Festschrift
- Dieter Draf (Hrsg.): Schwaben – Bayern – Europa: Zukunftsperspektiven der bayerischen Bezirke; Festschrift für Dr. Georg Simnacher (Im Auftrag des Verbandes der Bayerischen Bezirke und des Bezirks Schwaben), St. Ottilien: EOS-Verlag 1992, ISBN 3-88096-652-4.